# Liste der Kulturgüter in Root
Die Liste der Kulturgüter in Root enthält alle Objekte in Root im Kanton Luzern, die gemäss der Haager Konvention zum Schutz von Kulturgut bei bewaffneten Konflikten, dem Bundesgesetz vom 20. Juni 2014 über den Schutz der Kulturgüter bei bewaffneten Konflikten sowie der Verordnung vom 29. Oktober 2014 über den Schutz der Kulturgüter bei bewaffneten Konflikten unter Schutz stehen.
Objekte der Kategorie A sind im Gemeindegebiet nicht ausgewiesen, Objekte der Kategorie B sind vollständig in der Liste enthalten, Objekte der Kategorie C fehlen zurzeit (Stand: 1. Januar 2023). Unter übrige Baudenkmäler sind zusätzliche Objekte zu finden, die im kantonalen Denkmalverzeichnis verzeichnet und nicht bereits in der Liste der Kulturgüter enthalten sind.

## Kulturgüter
| Foto |                                                                                      | Objekt                                                    | Kat. | Typ | Standort                                   | Beschreibung |
| ---- | ------------------------------------------------------------------------------------ | --------------------------------------------------------- | ---- | --- | ------------------------------------------ | ------------ |
| BW   | Datei hochladen · Wikidata zu Kapelle St. Eligius (Q29785587)                        | Kapelle St. Eligius KGS-Nr.: 03701                        | B    | G   | Honau, Kantonsstrasse 16.1 673418 / 220665 |              |
| ja   | Datei hochladen · Wikidata zu Katholische Kirche St. Martin mit Beinhaus (Q29785797) | Katholische Kirche St. Martin mit Beinhaus KGS-Nr.: 03870 | B    | G   | Schulstrasse 8a 672295 / 218592            |              |
| ja   | Datei hochladen · Wikidata zu Papierfabrik Perlen (Q29785799)                        | Papierfabrik Perlen KGS-Nr.: 09285                        | B    | G   | Perlenring 670570 / 218199                 |              |

## Übrige Baudenkmäler
| ID   | Foto |                                                                | Objekt                                   | Typ | Standort                          | Beschreibung |
| ---- | ---- | -------------------------------------------------------------- | ---------------------------------------- | --- | --------------------------------- | ------------ |
| 29   | BW   | Datei hochladen                                                | Gasthaus Rössli (Hauptbau von 1751)      | G   | Luzernerstrasse 7 672100 / 218449 |              |
| 162a | BW   | Datei hochladen                                                | Kornspeicher Werderhof                   | G   | Werderhof 1.1 673951 / 218641     |              |
| 190  |      | Datei hochladen                                                | Figurengruppe in der Wegkapelle St. Beat | K   | Fluhmattstrasse                   |              |
| 234  | ja   | Datei hochladen · Wikidata zu Kapelle Michaelskreuz (Q1585473) | Bergkapelle Michaelskreuz                | G   | Michaelskreuz 5.1 674260 / 218637 |              |

Legende: Siehe Legende der Liste der Kulturgüter von nationaler und regionaler Bedeutung. Anstelle der KGS-Nummer wird als Objekt-Identifikator (ID) die Gebäudenummer im kantonalen Denkmalverzeichnis verwendet.